# Gerhard Allroggen
Gerhard Allroggen (* 19. Mai 1936 in Bochum) ist ein deutscher Musikwissenschaftler und emeritierter Hochschulprofessor von Detmold und Paderborn.

## Leben
Allroggen wurde 1967 promoviert, seine Habilitation erfolgte 1976 an der Ruhr-Universität Bochum. Ab 1977 war er Professor am Musikwissenschaftlichen Seminar der Hochschule für Musik Detmold, von 1991 bis 1995 war er zugleich auch Prorektor der Universität Paderborn. 2001 wurde er emeritiert.
Zu Allroggens Forschungsschwerpunkten zählen die Musik und die Musikästhetik der deutschen Frühromantik, Wolfgang Amadeus Mozart, die Neapolitanische Oper des späten 18. Jahrhunderts.
Allroggen war Mitarbeiter der Neuen Mozart-Ausgabe, Mitherausgeber der Gesamtausgabe der literarischen Werke von E. T. A. Hoffmann und leitet gegenwärtig die Carl-Maria-von-Weber-Gesamtausgabe.

## Veröffentlichungen (Auswahl)
- E. T. A. Hoffmanns Kompositionen. Ein chronologisch-thematisches Verzeichnis seiner musikalischen Werke mit Einführung (= Studien zur Musikgeschichte des 19. Jahrhunderts, Bd. 16) Regensburg: Bosse, 1970
- E. T. A. Hoffmann, Die lustigen Musikanten. Singspiel in zwei Akten (= Ausgewählte musikalische Werke von E. T. A. Hoffmann), Mainz: Schott, 1975/76
- Weber-Studien (Mitherausgeber), fortlaufende Reihe

## Festschrift
- Joachim Veit und Frank Ziegler (Hrsg.): Weber-Studien, Bd. 3 (= Festschrift Gerhard Allroggen zum 60. Geburtstag), Mainz 1996